# Gustav Svensson
Karl Gustav Johan Svensson (Göteborg, 1987. február 7. –) svéd válogatott labdarúgó, az IFK Göteborg középpályása.

## Pályafutása

### Klubcsapatban
Pályafutását szülővárosa csapatában az IFK Göteborgban kezdte, ahol 2005 és 2010 között játszott. 2007-ben svéd bajnoki címet szerzett az IFK színeiben. 2010-ben a török Bursaspor igazolta, le ahol két szezont töltött, majd 2012-ben az ukrán Tavrija Szimferopol szerződtette, ahol szintén két idényt játszott.
2014-ben visszatért a Göteborghoz és tagja volt a 2015-ben svéd kupát szerző csapatnak. 2016-ban Kínába igazolt a Guangzhou R&F együtteséhez, ahol azonban nem sokáig maradt és távozott az Egyesült Államokba. 2017. január 30-án aláírt a Seattle Sounders csapatához és azóta is itt játszik.

### A válogatottban
2007 és 2009 között 24 alkalommal lépett pályára a svéd U21-es válogatottban és 1 gólt szerzett. A felnőtt csapatban 2009-ben mutatkozhatott be. Nevezték a 2018-as világbajnokságon részt vevő válogatott 23-as keretébe.

## Sikerei, díjai
IFK Göteborg
- Svéd bajnok (1): 2007
- Svéd kupa (2): 2008, 2014–15
- Svéd szuperkupa (1): 2008